# نونه سركيسيان
نونة سركيسيان(ولدت في عام 1954) زوجة الرئيس الأرميني ارمين سركيسيان، وسيدة أرمينيا الأولى حاليا.

## حياتها المبكرة والمهنية
ولدت نونة في يريفان بأرمينا. والدها كان صحفي لدى جريدة عالم الكتب المحلية، ووالدتها كانت معلمة.قابلت الرئيس الأرميني وزوجها المستقبلي ارمين سركيسيان في مدرسة في يريفان عام 1968. وبعد تخرجها من جامعة يريفان الحكومية، عملت في معهد بحوث المخطوطات القديمة في يريفان. في عام 1991، انتقلت إلى لندن مع زوجها وولديها. منذ وصولها إلى لندن، كانت تكتب مقالات عن الفن والموسيقى والثقافة، بالإضافة إلى كتابة قصص أطفال. حتى أصبحت كتبها ذات شهرة كبيرة في أرمينيا، ونُشرت باللغة الروسية والأوكرانية والإنجليزية.
وأثناء العيش في بريطانيا، أصبحت نونه سركيسيان وابنيها مواطنين بريطانين.